# Tuffi ai campionati mondiali di nuoto 2011 - Trampolino 1 metro femminile
La competizione di tuffi dal trampolino 1 metro femminile dei campionati mondiali di nuoto 2011 si è disputata nei giorni 17 e 19 luglio 2011 allo Shanghai Oriental Sports Center di Shanghai. La gara si è svolta in due fasi: il 17 luglio 2011 si è disputato il turno eliminatorio cui hanno partecipato 40 atlete. Le migliori dodici hanno gareggiato per le medaglie nella finale tenutasi il 19 luglio 2011.

## Medaglie
| Posizione | Atlete         | Paese  |
| --------- | -------------- | ------ |
| Oro       | Shi Tingmao    | Cina   |
| Argento   | Wang Han       | Cina   |
| Bronzo    | Tania Cagnotto | Italia |

## Risultati
In verde sono indicate le atlete ammesse alla finale.
| Pos. | Atleta                     | Nazionalità   | Preliminare | Preliminare | Finale | Finale |
| Pos. | Atleta                     | Nazionalità   | Punti       | Pos.        | Punti  | Pos.   |
| ---- | -------------------------- | ------------- | ----------- | ----------- | ------ | ------ |
| 1    | Shi Tingmao                | Cina          | 294.65      | 2           | 318,65 |        |
| 2    | Wang Han                   | Cina          | 306.60      | 1           | 310,20 |        |
| 3    | Tania Cagnotto             | Italia        | 253.15      | 12          | 295,45 |        |
| 4    | Maria Marconi              | Italia        | 264.25      | 6           | 290,15 | 4      |
| 5    | Nadežda Bažina             | Russia        | 262.75      | 7           | 286,20 | 5      |
| 6    | Abby Johnston              | Stati Uniti   | 282.40      | 4           | 282,85 | 6      |
| 7    | Sharleen Stratton          | Australia     | 282.45      | 3           | 281,65 | 7      |
| 8    | Anna Lindberg              | Svezia        | 276.05      | 5           | 279,55 | 8      |
| 9    | Kelci Bryant               | Stati Uniti   | 257.00      | 11          | 274,25 | 9      |
| 10   | Olena Fedorova             | Ucraina       | 258.30      | 9           | 274,15 | 10     |
| 11   | Brittany Broben            | Australia     | 257.10      | 10          | 267,20 | 11     |
| 12   | Anastasija Pozdnjakova     | Russia        | 260.00      | 8           | 251,70 | 12     |
| 13   | Hanna Pysmenska            | Ucraina       | 251.40      | 13          |        |        |
| 14   | Jennifer Abel              | Canada        | 250.95      | 14          |        |        |
| 15   | Sophie Somloi              | Austria       | 249.45      | 15          |        |        |
| 16   | Uschi Freitag              | Germania      | 247.70      | 16          |        |        |
| 17   | Sharon Chan                | Hong Kong     | 245.10      | 17          |        |        |
| 18   | Inge Jansen                | Paesi Bassi   | 241.95      | 18          |        |        |
| 19   | Jun Hoong Cheong           | Malaysia      | 241.95      | 18          |        |        |
| 20   | Sayaka Shibusawa           | Giappone      | 240.80      | 20          |        |        |
| 21   | Jennifer Benitez           | Spagna        | 232.50      | 21          |        |        |
| 22   | Arantxa Chavez             | Messico       | 232.35      | 22          |        |        |
| 23   | Vianey Hernandez           | Messico       | 227.85      | 23          |        |        |
| 24   | Fanny Bouvet               | Francia       | 227.10      | 24          |        |        |
| 25   | Hannah Starling            | Regno Unito   | 226.40      | 25          |        |        |
| 26   | Choi Sut Ian               | Macao         | 224.50      | 26          |        |        |
| 27   | Marion Farissier           | Francia       | 221.65      | 27          |        |        |
| 28   | Julia Loennegren           | Svezia        | 221.05      | 28          |        |        |
| 29   | Yuka Mabuchi               | Giappone      | 219.50      | 29          |        |        |
| 30   | Alicia Blagg               | Regno Unito   | 212.50      | 30          |        |        |
| 31   | Beannelys Velasquez        | Venezuela     | 211.30      | 31          |        |        |
| 32   | Diana Pineda               | Colombia      | 209.60      | 32          |        |        |
| 33   | Tina Punzel                | Germania      | 206.05      | 33          |        |        |
| 34   | Maria Florencia Betancourt | Venezuela     | 204.90      | 34          |        |        |
| 35   | Sari Ambarwati             | Indonesia     | 200.05      | 35          |        |        |
| 36   | Lei Sio I                  | Macao         | 192.00      | 36          |        |        |
| 37   | Leyre Eizaguirre           | Spagna        | 189.95      | 37          |        |        |
| 38   | Huang En-Tien              | Taipei cinese | 187.25      | 38          |        |        |
| 39   | Carolina Murillo           | Colombia      | 181.85      | 39          |        |        |
| 40   | Hsu Shi-Han                | Taipei cinese | 146.15      | 40          |        |        |